# Masters Springen Zweeloo
Het Masters Springen Zweeloo is een hippisch springevenement in het dorp Zweeloo.
Het Masters Springen Zweeloo werd in het voorjaar van 2005 door Joop Timmer, Willem Schepers en Albert Renting bedacht. De organisatoren van het evenement kwamen op het idee aan de keukentafel, tijdens een borrel ter ere van de geboorte van een veulen. Na het ruiterbal op zaterdag, vindt op zondag het eigenlijke evenement plaats, springwedstrijden in verschillende disciplines.

## Winnaars
- 2005 Willem Greve
- 2006 Angelique Hoorn
- 2007 Bram van Es
- 2008 Mareille van Geel-Schröder
- 2009 Mareille van Geel-Schröder
- 2010 Gert-Jan Bruggink
- 2011 Gert van den Hof
- 2012 Daan van Geel
- 2013 Remco Been
- 2014 Remco Been
- 2016 Lennard de Boer
- 2017 Eric ten Cate